# فرانچسکو زانونچلی
فرانچسکو زانونچلی (انگلیسی: Francesco Zanoncelli؛ زادهٔ ۱۱ سپتامبر ۱۹۶۷) بازیکن فوتبال اهل ایتالیا است.
از باشگاه‌هایی که در آن بازی کرده‌است می‌توان به باشگاه فوتبال آسکولی، باشگاه فوتبال لچه، باشگاه فوتبال برشا، باشگاه فوتبال پادوا، باشگاه فوتبال مونتسا، باشگاه فوتبال کروتونه، باشگاه فوتبال کالیاری، باشگاه فوتبال آتالانتا، باشگاه فوتبال امپولی، باشگاه فوتبال جنوآ، باشگاه فوتبال آ.ث. میلان، و باشگاه فوتبال اسپال اشاره کرد.
وی همچنین در تیم ملی فوتبال زیر ۲۱ سال ایتالیا بازی کرده‌است.